# Penoza: The Final Chapter
Penoza: The Final Chapter is een Nederlandse thriller/misdaadfilm uit 2019. De film sluit de vijf seizoenen van de televisieserie Penoza af. De film ging in première op 18 november 2019. Eind november werd de status van Gouden Film bereikt.

## Verhaal
Twee jaar na haar ogenschijnlijke dood duikt Carmen van Walraven, beter bekend als de Zwarte Weduwe, op in een nietszeggend dorpje in Canada. Ze leidt hier een anoniem bestaan, ver weg van haar familie en vrienden. Niemand weet dat ze de aanslag op haar leven heeft overleefd, behalve haar moeder. Als op een avond in het restaurant waar ze werkt een vechtpartij uit de hand loopt, vermoordt ze uit noodweer de schutter. Het nieuws dat Carmen nog in leven is, bereikt in rap tempo Nederlandse bodem.
Carmen wordt uitgeleverd aan de Nederlandse politie om een bekentenis af te leggen. Echter heeft ook het Mexicaanse drugskartel lucht gekregen van de wederopstanding van de Zwarte Weduwe. Ze dwingen haar op brute wijze vanuit de gevangenis enkele opdrachten uit te voeren. Het blijkt te gaan om de vereffening van een oude rekening die Carmen had openstaan bij het kartel: de dood van drugsbaas Antonie El Amarillo. Zijn familie zint op wraak jegens iedereen die op de bewuste avond bij zijn dood betrokken was. Hierbij moet Carmen tot het uiterste gaan om haar familie en vrienden te beschermen tegen de Mexicaanse onderwereld.

## Rolverdeling
| Acteur                | Personage                  |
| --------------------- | -------------------------- |
| Monic Hendrickx       | Carmen van Walraven-de Rue |
| Niels Gomperts        | Lucien van Walraven        |
| Sigrid ten Napel      | Natalie van Walraven       |
| Stijn Taverne         | Boris van Walraven         |
| Olga Zuiderhoek       | Fiep Homoet-de Rue         |
| Raymond Thiry         | Nicolaas Luther            |
| Loek Peters           | Berry Reitens              |
| Hajo Bruins           | Jim Leeflang               |
| Medina Schuurman      | Sandrina Breusink          |
| Peter Blok            | Jack van Zon               |
| Jacqueline Blom       | Justine de Heer            |
| Hubert Fermin         | Ferdinand Dubois           |
| Gustav Borreman       | Dwayne Bresler             |
| Sam van Kranenburg    | Conchita Hernández         |
| Charles Alvez da Cruz | Antonie El Amarillo        |
| Anahí de la Fuente    | Angelica El Amarillo       |
| Walid Benmbarek       | Tarik Demir                |
| Armando del Río       | Gabriel                    |
| Tygo Gernandt         | Evert                      |
| Charlie Chan Dagelet  | Zoë                        |
| Michele Wienecke      | Tina                       |
| Greg Lawson           | Danny                      |
| Ryan Northcott        | Jimmy                      |
| Maarten Heijmans      | advocaat Paul              |
| Wing Poon             | nieuwslezer                |
| Mark Rietman          | Vincent van Zanten         |